# 起來 (政黨)
起來（Éirígí，意思為「起來反抗」、「起義」的第二人複數祈使型）是愛爾蘭極左翼政黨，最先在2006年4月由都柏林的一小群新芬黨活動份子成立的一個政治活動團體，2007年5月該團體舉行會議時決議通過成立正式政黨，2009年舉行的會議則決議向愛爾蘭政府登記為政黨。
2009年北愛爾蘭鄧甘嫩議會議員Barry Monteith和愛爾蘭共和國都柏林市議會議員Louise Minihan皆退出原先的新芬黨改加入起來，使其在地方議會獲得2席。

## 目標
該黨目標為英國政府退出北愛爾蘭，進而合併成立一個以民主社會主義為基礎的統一共和國。該黨標誌中「綠星」代表愛爾蘭國家顏色以及社會主義鬥爭，另外也有支持以世界語取代英語成為國際語言意涵(世界語的標誌即是綠星)；起來對於世界語的支持態度受到1916年復活節起義中遭槍決的左翼運動者詹姆斯·康諾利的影響。

## 選舉結果
2011年北愛爾蘭地方選舉中，該黨在貝爾法斯特下佛斯 和上佛斯選區參選，最後獲得約2000票，未能得到席次。

## 外部連結
- 官方网站

template:Political parties in Northern Ireland